# Sammy Jones
Samuel Percy Jones (bekannt als Sammy Jones; * 1. August 1861 in Sydney, Australien; † 14. Juli 1951 in Auckland, Neuseeland) war ein australischer Cricketspieler, der zwischen 1882 und 1888 für die australische Nationalmannschaft spielte.

## Aktive Karriere
Jones gab sein First-Class-Debüt in der Saison 1880/81. Sein Debüt in der Nationalmannschaft folgte beim Besuch Englands in Australien in der Saison 1881/82, wobei ihm in seinem ersten Spiel 37 Runs gelangen. Im folgenden Sommer reiste er mit dem Team nach England, schied jedoch nach einem umstrittenen Run Out durch W. G. Grace aus. Die Konsequenz daraus war, dass Frederick Spofforth so wütend über dieses Ausscheiden war, dass er nach einem Sturm in die Umkleide Grace als Betrüger bezeichnete. In der Folge bowlte Spofforth England aus und The Ashes fanden ihren Anfang. Es dauerte bis zur Saison 1884/85, bis er wieder im Nationalteam bei der Tour gegen England erschien. Dort gelangen ihm im zweiten Test 4 Wickets für 47 Runs als Bowler. Daraufhin reiste er im Sommer 1886 abermals nach England und erzielte im ersten Test ein Fifty über 87 Runs. Bei den folgenden beiden Besuchen der englische Mannschaft in der Saison 1886/87 und 1887/88 hatte er jeweils noch einen weiteren Test-Einsatz. Sein letztes First-Class-Spiel folgte in der Saison 1908/09.

## Nach der aktiven Karriere
Nachdem er im Jahr 1904 nach Neuseeland ausgewandert war, arbeitete dort an der Auckland Grammar School als Crickettrainer.